# Иоганн II (граф Нассау-Саарбрюккена)
Иоганн II Нассау-Саарбрюккенский (по другой нумерации — Иоганн III; нем. Johann II. von Nassau-Saarbrücken; 4 апреля 1423, Кирххамболаден — 25 июля 1472, Вайхинген) — граф Нассау-Саарбрюккена.
Второй сын Филиппа I Нассау-Вейльбургского и его жены Елизаветы Лотарингской.
До 1442 года находился под опекой матери. В 1442 году был признан совершеннолетним, и они с братом (Филиппом II) поделили унаследованные от отца владения, при этом Иоганн II получил графство Саарбрюккен. Некоторые земли остались в совместном управлении.
В 1444 году (3 февраля) Иоганн II продал сеньорию Коммерси-Шато-Ба Людовику Лотарингскому, маркизу Понт-а-Муссон, сыну Рене Анжуйского (за 42 тысячи гульденов).
В 1456 году (30 ноября) женился на Жанне (29.06.1443 — 03.09.1469), дочери и наследнице графа Жана IV фон Лоон-Хайнсберг и Иоганны фон Динст. С помощью этого брака присоединил к своим владениям Хайнсберг и земли рода фон Динст в бассейне Мааса и нижнего Рейна, в том числе бургграфство Антверпен. После этого уступил брату Левенбург.
Овдовев, женился (1470) на Елизавете (04.10.1447 — 03.06.1505), дочери Людвига IV Вюртембергского.
Дети:
- Елизавета (1459—1479), с 1472 жена герцога Вильгельма Юлих-Бергского
- Иоганна (1464—1521), с 1481 жена герцога Иоганн I фон Пфальц-Зиммерн
- Иоганн-Людвиг (1472—1521), граф Нассау-Саарбрюккен

Умер по пути в гости к своим вюртембергским родственникам.